# Ядерна енергетика КНР

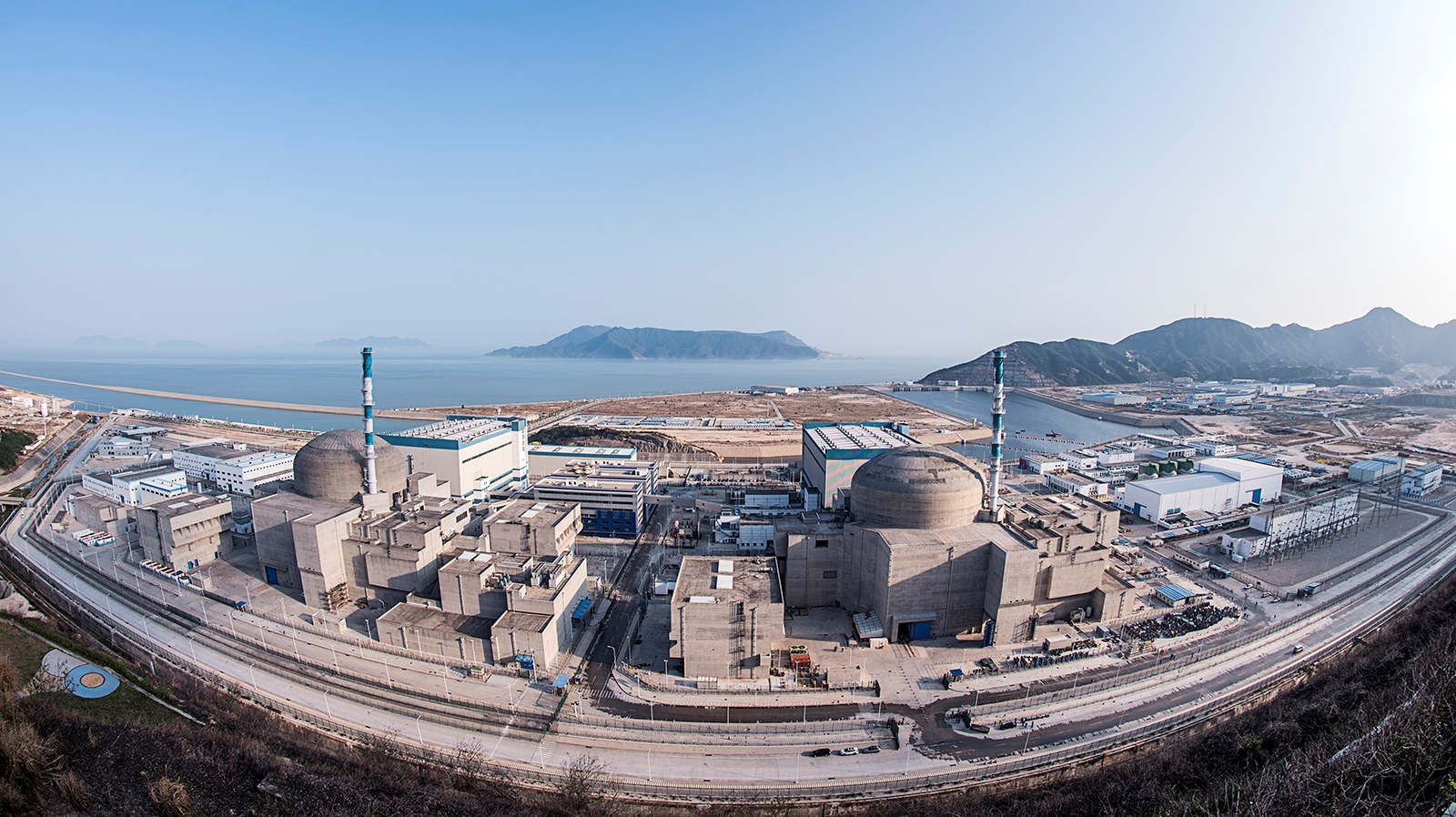
Блоки 1 і 2 атомної електростанції Тайшань — це два реактори EPR класу 1750 МВт.

Китай є одним із найбільших у світі виробників ядерної енергії. Країна посідає третє місце у світі як за загальною встановленою ядерною потужністю, так і за виробленою електроенергією, на яку припадає приблизно одна десята світової ядерної енергії. Станом на лютий 2023 року в Китаї працює 55 електростанцій потужністю 57 ГВт, 22 станції в стадії будівництва потужністю 24 ГВт і понад 70 запланованих станцій потужністю 88 ГВт. Близько 5 % електроенергії в країні припадає на ядерну енергетику. У 2022 році ці станції виробили 417 ТВт-год електроенергії порівняно з даними у вересні 2022 року про 53 ядерних реактори загальною потужністю 55,6 гігавата (ГВт). У 2019 році атомна енергетика склала 4,9 % загального виробництва електроенергії в Китаї з 348,1 ТВт-год.
Ядерна енергетика розглядається як альтернатива вугіллю через зростаюче занепокоєння щодо якості повітря, зміни клімату та дефіциту викопного палива. China General Nuclear Power Group сформулювала мету 200 ГВт до 2035 року, вироблених 150 додатковими реакторами.
У Китаї є дві великі ядерні енергетичні компанії: Китайська національна ядерна корпорація, що працює переважно на північному сході Китаю, і Китайська генеральна ядерна енергетична група (раніше відома як China Guangdong Nuclear Power Group), яка працює переважно на південному сході Китаю.
Китай прагне максимізувати самостійність у виробництві та проєктуванні ядерних реакторів, хоча міжнародне співробітництво та передача технологій також заохочуються. Удосконалені реактори з водою під тиском, такі як Хуалун 1, стануть основною технологією в найближчому майбутньому, і Хуалун 1 також планується експортувати. Китай планує до 2030 року побудувати тридцять ядерних реакторів у країнах, що беруть участь в ініціативі «Один пояс, один шлях».
До середини століття реактори на швидких нейтронах розглядаються як основна технологія, із запланованою потужністю 1400 ГВт до 2100 року. Китай також бере участь у розробці термоядерних реакторів через свою участь у проєкті ІТЕР, побудувавши експериментальний термоядерний реактор, відомий як EAST, розташований у Хефеї, а також дослідження та розробки торієвого паливного циклу як потенційного альтернативного способу ядерного розщеплення.

## Історія

### 1950–1958
Під час холодної війни початкова мотивація розвитку ядерної енергетики для Пекіна була здебільшого з метою безпеки. Між 1950 і 1958 роками будівництво атомної енергетики Китаю значною мірою спиралося на співпрацю з СРСР. Перша ініціатива була започаткована створенням Китайсько-радянської корпорації кольорових металів і рідкісних металів і першого центрального центру атомних досліджень, Інституту атомної енергії Китайської академії наук у Пекіні. У лютому 1955 року в Сіньцзяні з радянською допомогою створили завод хімічного розділення для виробництва збройового U-235 і плутонію, а в квітні — Чанчуньський інститут атомної енергії. Кілька місяців по тому, 29 квітня 1955 року, був підписаний радянсько-китайський договір про співпрацю в ядерній галузі. Китайська національна ядерна корпорація (CNNC) також була створена в 1955 році. Окрім співпраці з СРСР, Китай почав вивчати ядерні технології, відправляючи студентів до СРСР. У грудні 1958 року розвиток атомної енергетики став головним пріоритетним проектом у проекті Дванадцятирічного плану розвитку науки і техніки.

### 1959–1963
Другий етап характеризується метою досягнення повної самодостатності в розвитку ядерної енергетики. У червні 1959 року СРСР офіційно припинив будь-які форми ядерної допомоги Китаю, відкликавши радянську техніку. Китай постраждав, але продовжив розвиток ядерної енергетики завдяки масштабним дослідженням і внеску. Для того, щоб швидко зміцнити свою ядерну енергетику, Центральний комітет вирішив, що Китай повинен виділити додаткові ресурси виключно на діяльність, пов’язану з ядерною енергією. Таким чином, Інститут атомної енергії створив галузеві інститути науково-дослідних організацій у кожній області, великому місті та автономному районі. До кінця 1963 року в Китаї побудували більш як сорок установок хімічного розділення для видобутку урану і торію. У період між 1961 і 1962 роками Китай досяг значних успіхів у ядерній розробці, що консолідує майбутні застосування. З 1959 по 1963 рік в Ланьчжоу будувалася газодифузійна установка з великим реактором потужністю 300 МВт. За підрахунками, китайці вклали в будівництво станції понад 1,5 мільярда доларів.

### 1964–сьогодення

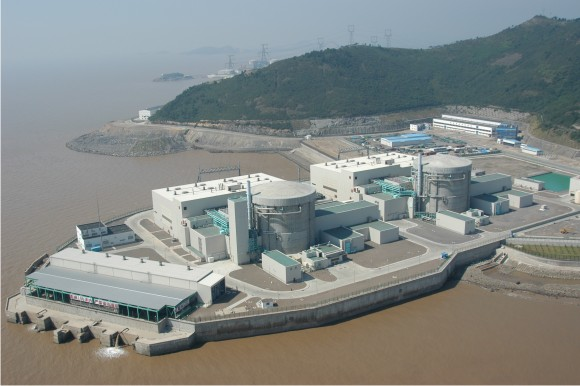
АЕС Циньшань, розташована в Чжецзян, Китай

Після бурхливого прогресу в 1950-х роках китайська ядерна розробка сповільнилася, ймовірно, через Культурну революцію, тому в 1970 році проведено лише одне ядерне випробування. 8 лютого 1970 року Китай оприлюднив свій перший ядерно-енергетичний план, і заснував Інститут 728 (тепер він називається Шанхайським науково-дослідним і проектним інститутом ядерної техніки).
Першу самостійно спроектовану й побудовану 1984 року атомну електростанцію Циньшань успішно підключили до мережі 15 грудня 1991 року. Реактор типу CNP-300.
Разом з китайською економічною реформою країна продовжувала потребувати розширення свого сектору електроенергетики. У рамках десятого п’ятирічного плану Китаю (2001–2005) ключовою частиною енергетичної політики були «гарантування енергетичної безпеки, оптимізація енергетичного балансу, підвищення енергоефективності, захист екологічного середовища». У плані ядерної безпеки 2013 року було зазначено, що після 2016 року будуть запущені лише електростанції III покоління, а до того часу буде запущено лише декілька електростанцій покоління II+.
У 2014 році Китай все ще планував мати 58 ГВт потужності до 2020 року. Однак у зв’язку з переоцінкою після аварії на АЕС «Фукусіма-Дайчі» в Японії з 2015 року було розпочато будівництво лише кількох станцій, і ця мета не була досягнута.
У 2019 році Китай поставив нову ціль — 200 ГВт ядерних генеруючих потужностей до 2035 р., що становить 7,7% від прогнозованої загальної потужності з виробництва електроенергії в 2600 ГВт. На кінець грудня 2020 року загальна кількість атомних енергоблоків, що працюють на материковій частині Китаю, досягла 49 із сумарною встановленою потужністю 51 ГВт, що посідає третє місце у світі за встановленою потужністю та друге місце у світі за рівнем потужності вироблення електроенергії у 2020 році; 16 атомних енергоблоків, що будуються, за кількістю споруджуваних блоків і встановленою потужністю вже багато років займають перше місце в світі. Планується, що до 2035 року на атомну енергетику припадатиме 10% виробництва електроенергії.

## Безпека та регулювання
Національна адміністрація ядерної безпеки (NNSA), підпорядкована Управлінню з атомної енергії Китаю (CAEA), є ліцензійним і регулюючим органом, який також підтримує міжнародні угоди щодо безпеки. Вона була створена у 1984 році і підпорядковується безпосередньо Державній раді. Стосовно AP1000 NNSA тісно співпрацює з Комісією з ядерного регулювання США. Китай є членом Міжнародного агентства з атомної енергії (МАГАТЕ) з 1984 року.
До жовтня 2011 року Китай запросив і прийняв 12 місій Групи перевірки експлуатаційної безпеки (OSART) від команд МАГАТЕ, і кожна станція зазвичай має одну зовнішню перевірку безпеки щороку, або OSART, експертну перевірку ВАО АЕС або експертну перевірку CNEA (з Дослідницьким інститутом для ядерно-енергетичних операцій).
Після аварії на атомній електростанції «Фукусіма-Дайічі» в Японії 16 березня 2011 року Китай оголосив, що всі дозволи на будівництво атомних станцій заморожені, і що будуть проведені «повні перевірки безпеки» існуючих реакторів. Хоча Чжан Ліцзюнь, заступник міністра охорони навколишнього середовища, зазначив, що загальна ядерна енергетична стратегія Китаю триватиме, деякі коментатори припускають, що додаткові витрати, пов’язані з безпекою, і громадська думка можуть спричинити переосмислення на користь розширеної програми використання відновлюваної енергії.
Поточні методи зберігання відпрацьованого ядерного палива (ВЯП) у Китаї є стійкими лише до середини 2020-х років, тому необхідно розробити політику поводження з ВЯП.
У 2017 році нові закони посилили повноваження Національної адміністрації з ядерної безпеки, створивши нові «інституційні механізми», більш чіткий «розподіл праці» та більше розкриття інформації.
Генеральний директор МАГАТЕ Рафаель Гроссі здійснив свій перший офіційний візит у травні 2023 року, підписавши кілька угод з ядерним регулятором Китаю, Управлінням з атомної енергії Китаю.Гроссі сказав, що «Китай є одним із найважливіших партнерів МАГАТЕ та світовим лідером у галузі ядерної енергії».

## Реакторні технології

### Імпортовані технології

#### Реактори CANDU
У 1998 році почалося будівництво двох реакторів AECL 728 МВт CANDU-6 на атомній електростанції Ціньшань. Перший запрацював у 2002 році, другий – у 2003. Реактори CANDU можуть використовувати як паливо низькоякісний перероблений уран зі звичайних реакторів, тим самим зменшуючи запаси відпрацьованого ядерного палива в Китаї.

#### ВВЕР

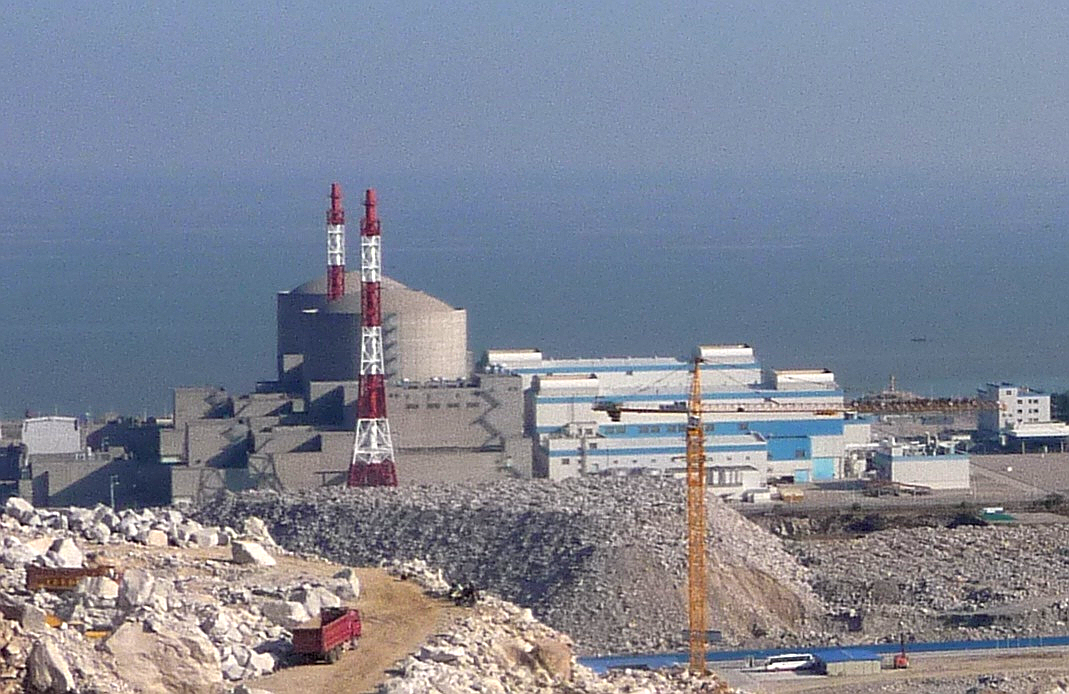
Перші два блоки ВВЕР-1000 на Тяньваньській атомній електростанції

Російська компанія «Атомбудекспорт» була генеральним підрядником і постачальником обладнання для електростанцій Тяньвань АЕС-91, які використовують версію реактора ВВЕР-1000/В-428, яка добре зарекомендувала себе, потужністю 1060 МВт, будівництво якої було розпочато в 1999 році. Ще два блоки Тяньвань, розпочаті в 2012 році, використовують такий же варіант реактора ВВЕР-1000.
7 березня 2019 року Китайська національна ядерна корпорація (CNNC) і «Атомбудекспорт» підписали детальний контракт на будівництво чотирьох ВВЕР-1200, по два на Тяньваньській атомній електростанції та на атомній електростанції Сюдабао. Будівництво почнеться в травні 2021 року, а комерційна експлуатація всіх блоків очікується між 2026 і 2028 роками.

#### EPR
У 2007 році почалися переговори з французькою компанією Areva щодо реакторів третього покоління EPR. Два реактори Areva EPR потужністю 1660 МВт були побудовані в Тайшані, будівництво розпочато в 2009 році.

#### AP1000

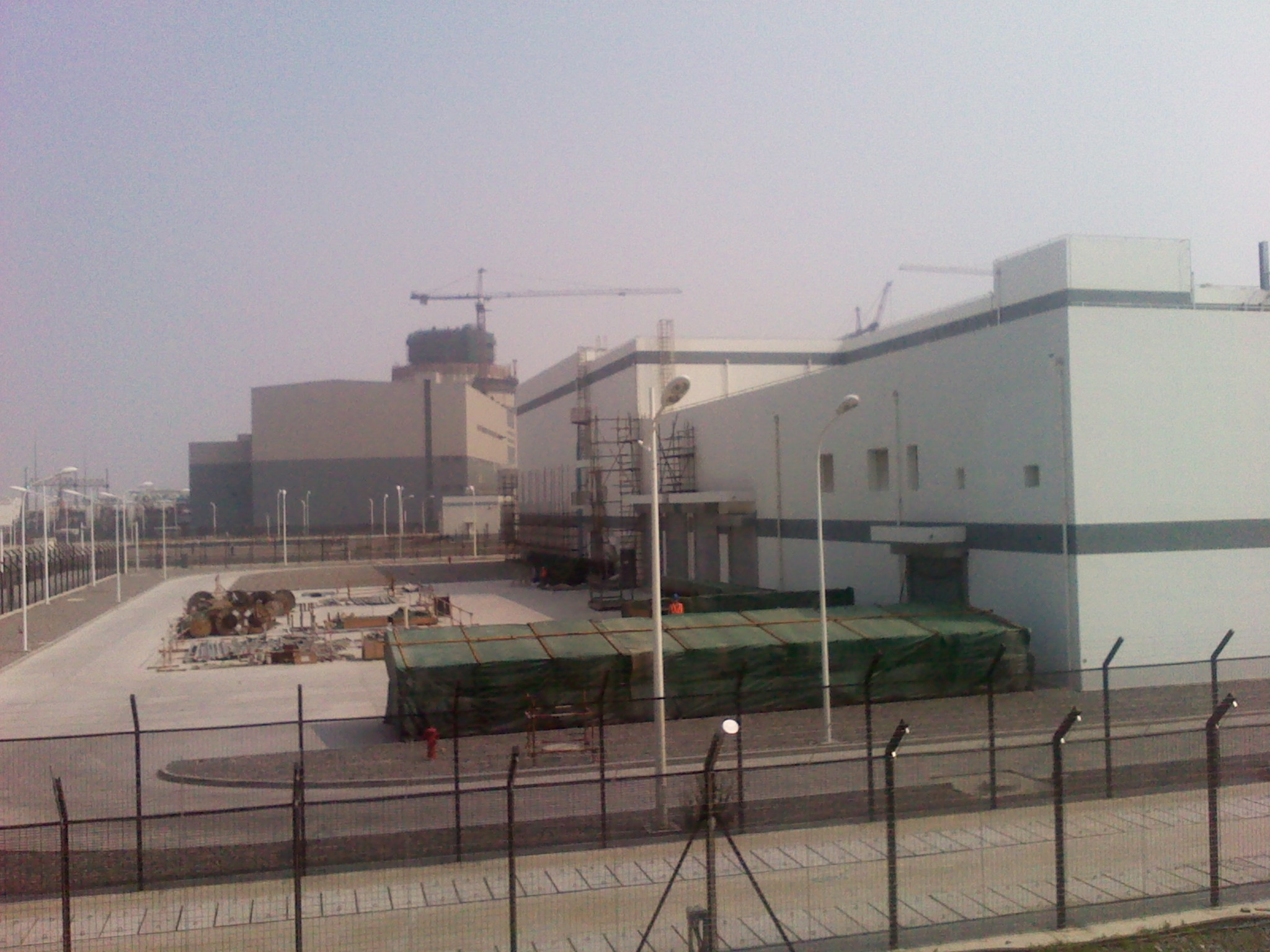
Атомна електростанція Саньмень, розташована в китайській провінції Чжецзян

Планувалося, що Westinghouse AP1000 стане основною основою для переходу Китаю на технологію III покоління. У липні 2018 року перший із чотирьох реакторів AP1000 був підключений до мережі.
Після банкрутства Westinghouse у 2017 році в 2019 році було вирішено будувати Хуалун 1 замість AP1000 у Чжанчжоу.

### Китайські розробки

#### Серії CNP / ACP
Ядерні реактори CNP покоління II (і наступник покоління III ACP) були серією ядерних реакторів, розроблених Китайською національною ядерною корпорацією (CNNC), і є попередниками більш сучасної конструкції Хуалун 1.
Серія CNP реакторів покоління II почалася з реактора з водою під тиском CNP-300, який був першим реактором, розробленим у Китаї. Перший енергоблок почав працювати на атомній електростанції Ціньшань у 1991 році.
Більша версія реактора, CNP-600, була розроблена на основі CNP-300 і конструкції реактора M310, що використовується на атомній електростанції Дайя-Вань. Він був встановлений на атомній електростанції в Чанцзяні, з двома блоками, що працювали з 2015 і 2016 років відповідно. Наступник третього покоління ACP-600 також був розроблений, але жодного не було виготовлено.
Триконтурна версія реактора CNP потужністю 1000 МВт, CNP-1000, розроблялася з 1990-х років за допомогою постачальників Westinghouse і Framatome (нині AREVA). Пізніше на АЕС Фуцин було побудовано 4 блоки CNP-1000. Подальша робота над CNP-1000 була припинена на користь ACP-1000.
У 2013 році Китай оголосив, що він самостійно розробив реактор III покоління ACP-1000, при цьому китайська влада заявила про повні права інтелектуальної власності на дизайн. В результаті успіху проекту Хуалун 1 досі не було побудовано жодного реактора ACP-1000. Спочатку CNNC планувала використовувати ACP-1000 у реакторах Фуцин 5 і 6, але перейшла на Хуалун 1.

#### CPR-1000 / ACPR-1000
CPR-1000 був реактором другого покоління, розробленим Китайською генеральною ядерною енергетичною групою (CGN). Це найчисленніший тип реакторів у Китаї, з 22 робочими блоками. Цей тип реактора є китайською розробкою французької конструкції з трьома контурами охолодження потужністю 900 МВт, імпортованої в 1990-х роках, причому більшість компонентів зараз побудовані в Китаї. Права інтелектуальної власності зберігаються за Areva, що впливає на потенціал продажу CPR-1000 за кордоном.
Перша в Китаї атомна електростанція CPR-1000 Ling Ao-3 була підключена до мережі 15 липня 2010 року. Дизайн поступово вдосконалювався із збільшенням кількості китайських компонентів. Шу Гоган, генеральний директор China Guangdong Nuclear Power Project, сказав: «Ми побудували 55 відсотків Ling Ao Phase 2, 70 відсотків Hongyanhe, 80 відсотків Ningde і 90 відсотків станції Yangjiang».
У 2010 році China Guangdong Nuclear Power Corporation оголосила про проект ACPR1000, подальшу еволюцію дизайну CPR-1000 до рівня III покоління, який також замінить компоненти з обмеженим правом інтелектуальної власності. CGNPC планувала самостійно продавати ACPR1000 на експорт до 2013 року. Кілька ACPR1000 будуються в Китаї, але для експорту цей дизайн був замінений на Хуалун 1.

#### Хуалун 1

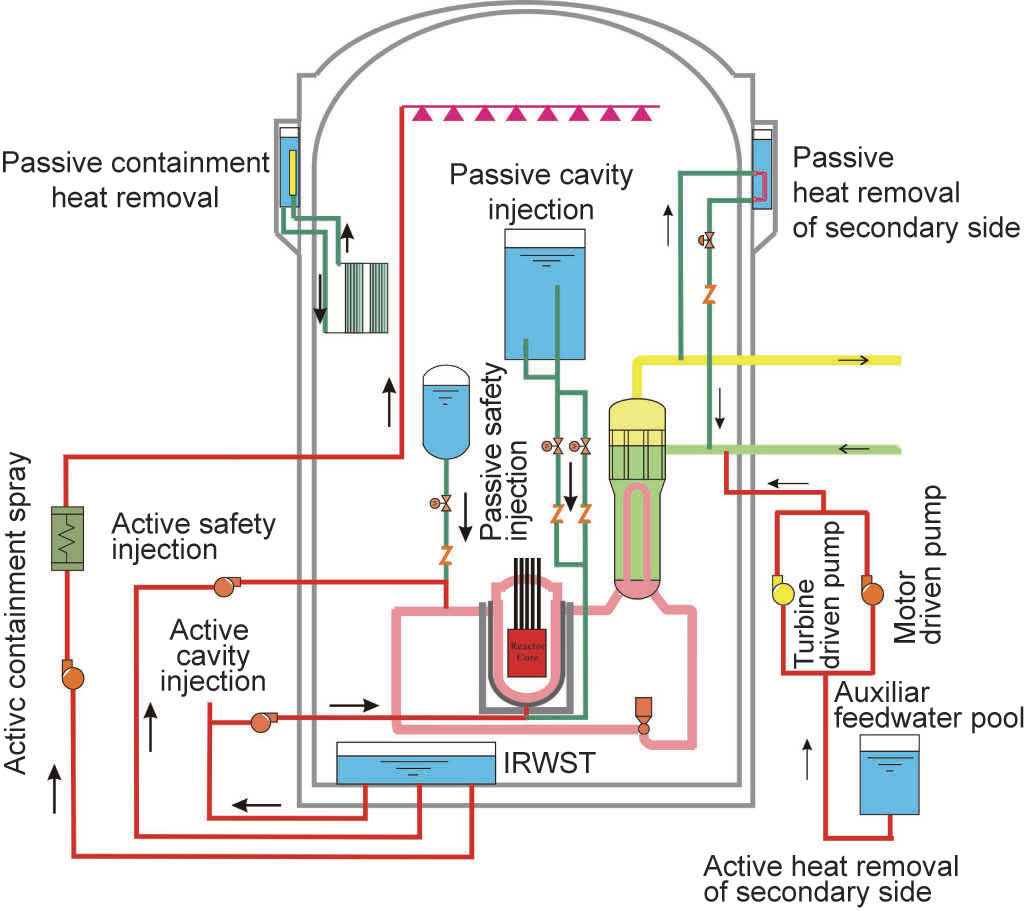
Активна і пасивна системи охолодження HPR1000 (Хуалун 1)
Червона лінія − активні системи
Зелена лінія − пасивні системи
IRWST − резервуар для зберігання води для дозаправки

Hualong One спільно розроблено Китайською національною ядерною корпорацією (CNNC) і China General Nuclear Power Group (CGN) на основі триконтурного ACP1000 від CNNC і ACPR1000 від CGN, які, у свою чергу, базуються на французькому M310.
З 2011 року CNNC поступово об’єднує проект атомної електростанції ACP-1000 з проектом CGN ACPR-1000, дозволяючи при цьому деякі відмінності, під проєктом китайського ядерного регулятора. Обидва мають триконтурні конструкції, спочатку засновані на тій самій французькій конструкції M310, що використовувалася в Дайя-Вань, з 157 паливними збірками, але пройшли різні процеси розробки (ACP-1000 CNNC має більш вітчизняний дизайн зі 177 паливними збірками, тоді як ACPR-1000 CGN є ближча копія з 157 ТВЗ). На початку 2014 року було оголошено, що об’єднаний проект переходить від попереднього до детального проектування. Вихідна потужність становитиме 1150 МВт з розрахунковим терміном служби 60 років і використовуватиме комбінацію пасивних і активних систем безпеки з подвійною захисною оболонкою. Конструкція паливної збірки CNNC 177 була збережена.
Після злиття обидві компанії збережуть власний ланцюжок постачання, а їхні версії Хуалун 1 дещо відрізнятимуться (блоки, створені CGN, збережуть деякі функції ACPR1000), але дизайн вважається стандартизованим. Близько 85% його комплектуючих буде виготовлено всередині країни.
Вихідна потужність Хуалун 1 становитиме 1170 МВт брутто, 1090 МВт нетто, з розрахунковим терміном служби 60 років і використовуватиме комбінацію пасивних і активних систем безпеки з подвійною захисною оболонкою. Він має конструкцію зі 177 ядер з 18-місячним циклом заправки. Коефіцієнт використання електростанції досягає 90%. CNNC заявила, що її системи активної та пасивної безпеки, двошарова оболонка та інші технології відповідають найвищим міжнародним стандартам безпеки.
Зараз Хуалун 1 в основному розглядається як заміна всіх попередніх китайських ядерних реакторів і експортується за кордон.

#### Хуалун 2
CNNC планує розпочати створення наступної версії під назвою Хуалун 2 до 2024 року. Це буде більш економічна версія з використанням аналогічної технології, що скоротить час будівництва з 5 років до 4 і знизить витрати приблизно на чверть із 17 000 юанів за кВт до 13 000 юанів за кВт.

#### CAP1400 (Ґюхе 1)
У вересні 2020 року Китайська державна енергетична інвестиційна корпорація запустила проект на основі Westinghouse AP1000 для більш широкого розгортання. Йому дали назву Ґюхе 1.
Станом на 2023 рік будівництво шести CAP1000 дозволено Державною радою: Haiyang 3 & 4, Lianjiang 1 & 2 і Sanmen 3 & 4. Офіційно будівництво Sanmen 3 почалося в червні 2022 року, а Haiyang 3 — у липні 2022 року.

#### Реактори IV покоління

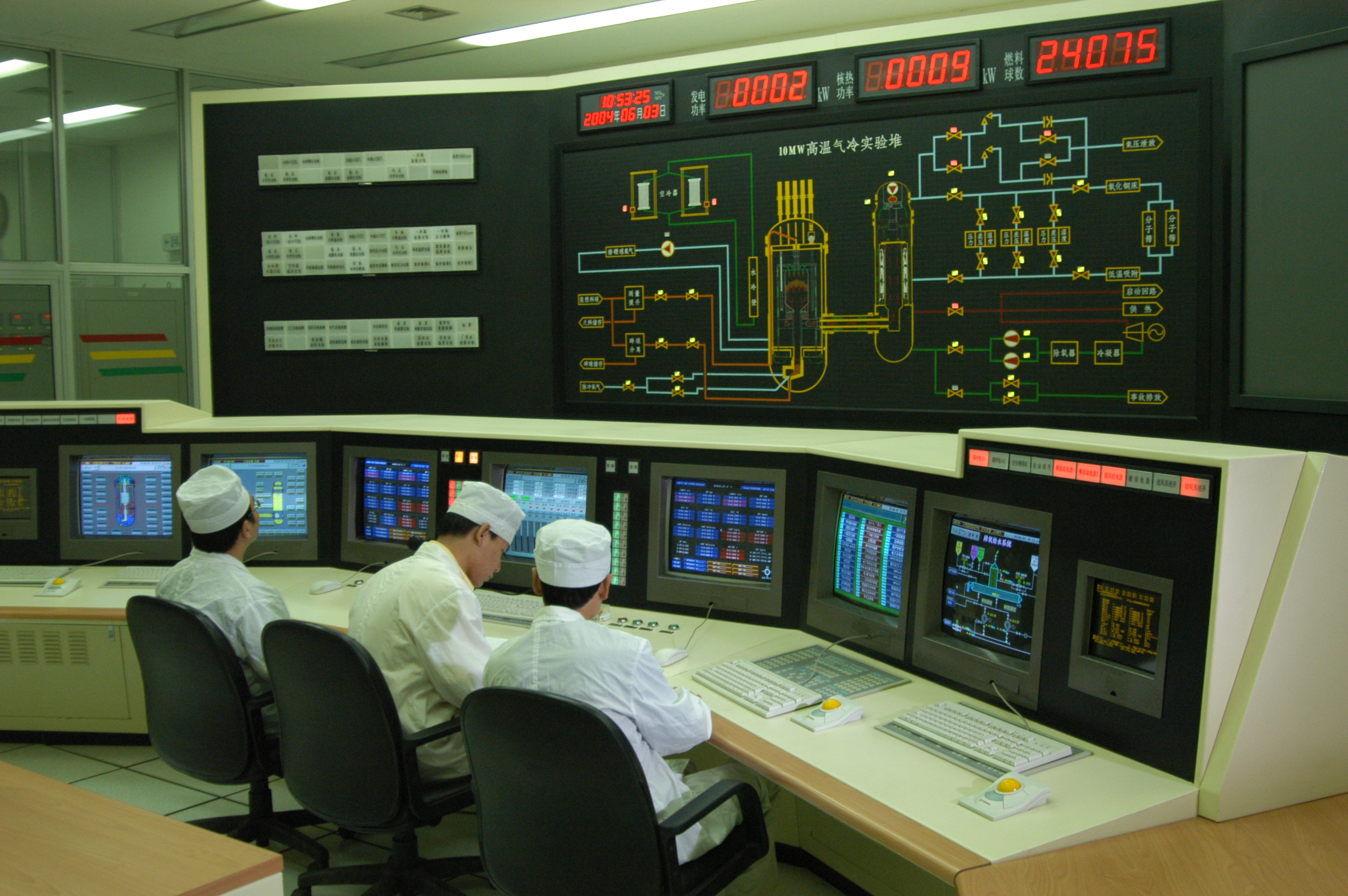
Пункт керування реактором HTR-10 в університеті Цінхуа

Китай розробляє кілька проектів реакторів IV покоління. HTR-PM, HTGR, знаходиться на стадії розробки. HTR-PM є нащадком реактора AVR і частково базується на попередньому китайському реакторі HTR-10. Будується також швидкий реактор з натрієвим охолодженням CFR-600.

#### Малий модульний реактор ACP100
У липні 2019 року Китайська національна ядерна корпорація оголосила, що до кінця року розпочне будівництво демонстраційного малого модульного реактора (SMR) ACP100 на північно-західній стороні існуючої атомної електростанції в Чанцзяні. Розробка ACP100 почалася в 2010 році, і це був перший проект SMR, який пройшов незалежну оцінку безпеки Міжнародним агентством з атомної енергії в 2016 році. Він також називається Linglong One і є повністю інтегрованим модулем реактора з внутрішньою системою теплоносія, з 2-річним інтервалом дозаправки, що виробляє 385 МВт і близько 125 МВт, і включає функції пасивної безпеки, і може бути встановлено під землею.

## Перелік реакторів
| Назва              | Блок №. | Реактор | Реактор        | Статус      | Чиста потужність (MW) | Початок будівництва | Комерційне використання | Закриття |
| Назва              | Блок №. | Тип     | Модель         | Статус      | Чиста потужність (MW) | Початок будівництва | Комерційне використання | Закриття |
| ------------------ | ------- | ------- | -------------- | ----------- | --------------------- | ------------------- | ----------------------- | -------- |
| Байлун             | 1       | PWR     | CAP-1000       | Будується   | 1100                  | 12 грудня 2021      | (2026)                  |          |
| Байлун             | 2       | PWR     | CAP-1000       | Заплановано | 1100                  |                     |                         |          |
| Байлун             | 3       | PWR     | CAP-1000       | Заплановано | 1100                  |                     |                         |          |
| Байлун             | 4       | PWR     | CAP-1000       | Заплановано | 1100                  |                     |                         |          |
| Байлун             | 5       | PWR     | CAP-1000       | Заплановано | 1100                  |                     |                         |          |
| Байлун             | 6       | PWR     | CAP-1000       | Заплановано | 1100                  |                     |                         |          |
| Чанцзян            | I-1     | PWR     | CNP-600        | Функціонує  | 601                   | 25 квітня 2010      | 25 грудня 2015          |          |
| Чанцзян            | I-2     | PWR     | CNP-600        | Функціонує  | 601                   | 21 листопада 2010   | 20 червня 2016          |          |
| Чанцзян            | I-3     | PWR     | Хуалун 1       | Будується   | 1200                  | 31 березня 2021     |                         |          |
| Чанцзян            | I-4     | PWR     | Хуалун 1       | Будується   | 1200                  | 31 березня 2021     |                         |          |
| Чанцзян            | II-1    | PWR     | ACP-100        | Будується   | 100                   | 13 липня 2021       |                         |          |
| Чанцзян            | II-2    | PWR     | ACP-100        | Заплановано | 100                   |                     |                         |          |
| Дайя-Вань          | 1       | PWR     | M-310          | Функціонує  | 944                   | 7 серпня 1987       | 1 лютого 1994           |          |
| Дайя-Вань          | 2       | PWR     | M-310          | Функціонує  | 944                   | 7 квітня 1988       | 6 травня 1994           |          |
| Фанченган          | 1       | PWR     | CPR-1000       | Функціонує  | 1000                  | 30 липня 2010       | 25 жовтня 2015          |          |
| Фанченган          | 2       | PWR     | CPR-1000       | Функціонує  | 1000                  | 23 грудня 2010      | 15 липня 2016           |          |
| Фанченган          | 3       | PWR     | Хуалун 1       | Функціонує  | 1000                  | 24 грудня 2015      | 25 березня 2023         |          |
| Фанченган          | 4       | PWR     | Хуалун 1       | Функціонує  | 1000                  | 24 грудня 2016      | 25 травня 2024          |          |
| Фанченган          | 5       | PWR     | Хуалун 1       | Заплановано | 1117                  |                     |                         |          |
| Фанченган          | 6       | PWR     | Хуалун 1       | Заплановано | 1117                  |                     |                         |          |
| Фанцзяшань         | 1       | PWR     | CPR-1000       | Функціонує  | 1012                  | 26 грудня 2008      | 15 грудня 2014          |          |
| Фанцзяшань         | 2       | PWR     | CPR-1000       | Функціонує  | 1012                  | 17 липня 2009       | 12 лютого 2015          |          |
| Фуцін              | 1       | PWR     | CPR-1000       | Функціонує  | 1000                  | 21 листопада 2008   | 19 листопада 2014       |          |
| Фуцін              | 2       | PWR     | CPR-1000       | Функціонує  | 1000                  | 17 червня 2009      | 15 жовтня 2015          |          |
| Фуцін              | 3       | PWR     | CPR-1000       | Функціонує  | 1000                  | 31 грудня 2010      | 7 вересня 2016          |          |
| Фуцін              | 4       | PWR     | CPR-1000       | Функціонує  | 1000                  | 17 листопада 2012   | 31 липня 2017           |          |
| Фуцін              | 5       | PWR     | Хуалун 1       | Функціонує  | 1000                  | 15 квітня 2015      | 30 січня 2021           |          |
| Фуцін              | 6       | PWR     | Хуалун 1       | Функціонує  | 1000                  | 22 грудня 2015      | 25 березня 2022         |          |
| Хайян              | 1       | PWR     | AP-1000        | Функціонує  | 1170                  | 24 вересня 2009     | 23 жовтня 2018          |          |
| Хайян              | 2       | PWR     | AP-1000        | Функціонує  | 1170                  | 20 червня 2010      | 9 січня 2019            |          |
| Хайян              | 3       | PWR     | CAP-1000       | Будується   | 1100                  | 7 липня 2022        |                         |          |
| Хайян              | 4       | PWR     | CAP-1000       | Будується   | 1100                  | 22 квітня 2023      |                         |          |
| Хайян              | 5       | PWR     | CAP-1000       | Заплановано | 1100                  |                     |                         |          |
| Хайян              | 6       | PWR     | CAP-1000       | Заплановано | 1100                  |                     |                         |          |
| Хайян              | 7       | PWR     | CAP-1000       | Заплановано | 1100                  |                     |                         |          |
| Хайян              | 8       | PWR     | CAP-1000       | Заплановано | 1100                  |                     |                         |          |
| Хайсін             | 1       | PWR     | CAP-1000       | Заплановано | 1100                  |                     |                         |          |
| Хайсін             | 2       | PWR     | CAP-1000       | Заплановано | 1100                  |                     |                         |          |
| Хун'яньхе I        | 1       | PWR     | CPR-1000       | Функціонує  | 1061                  | 18 серпня 2007      | 6 червня 2013           |          |
| Хун'яньхе I        | 2       | PWR     | CPR-1000       | Функціонує  | 1061                  | 28 березня 2008     | 13 травня 2014          |          |
| Хун'яньхе I        | 3       | PWR     | CPR-1000       | Функціонує  | 1061                  | 7 березня 2009      | 23 березня 2015         |          |
| Хун'яньхе I        | 4       | PWR     | CPR-1000       | Функціонує  | 1061                  | 15 серпня 2009      | 1 квітня 2016           |          |
| Хун'яньхе I        | 5       | PWR     | ACPR-1000      | Функціонує  | 1061                  | 29 березня 2015     | 2 серпня 2021           |          |
| Хун'яньхе I        | 6       | PWR     | ACPR-1000      | Функціонує  | 1061                  | 24 липня 2015       | 23 червня 2022          |          |
| Лян'янь            | 1       | PWR     | CAP-1000       | Будується   | 1100                  | 27 вересня 2023     |                         |          |
| Лян'янь            | 2       | PWR     | CAP-1000       | Будується   | 1100                  | 26 квітня 2024      |                         |          |
| Лян'янь            | 3       | PWR     | CAP-1000       | Заплановано | 1100                  |                     |                         |          |
| Лян'янь            | 4       | PWR     | CAP-1000       | Заплановано | 1100                  |                     |                         |          |
| Лян'янь            | 5       | PWR     | CAP-1000       | Заплановано | 1100                  |                     |                         |          |
| Лян'янь            | 6       | PWR     | CAP-1000       | Заплановано | 1100                  |                     |                         |          |
| Ліньао I           | 1       | PWR     | M-310          | Функціонує  | 950                   | 15 травня 1997      | 28 травня 2002          |          |
| Ліньао I           | 2       | PWR     | M-310          | Функціонує  | 950                   | 28 листопада 1997   | 8 січня 2003            |          |
| Ліньао I           | 3       | PWR     | CPR-1000       | Функціонує  | 1007                  | 15 грудня 2005      | 15 вересня 2010         |          |
| Ліньао I           | 4       | PWR     | CPR-1000       | Функціонує  | 1007                  | 15 червня 2006      | 7 серпня 2011           |          |
| Луфен              | 1       | PWR     | CAP-1000       | Будується   | 1100                  | 24 лютого 2025      |                         |          |
| Луфен              | 2       | PWR     | CAP-1000       | Заплановано | 1100                  |                     |                         |          |
| Луфен              | 3       | PWR     | CAP-1000       | Заплановано | 1100                  |                     |                         |          |
| Луфен              | 4       | PWR     | CAP-1000       | Заплановано | 1100                  |                     |                         |          |
| Луфен              | 5       | PWR     | Хуалун 1       | Будується   | 1000                  | 8 вересня 2022      |                         |          |
| Луфен              | 6       | PWR     | Хуалун 1       | Будується   | 1000                  | 26 серпня 2023      |                         |          |
| Нінде I            | 1       | PWR     | CPR-1000       | Функціонує  | 1018                  | 18 лютого 2008      | 15 квітня 2013          |          |
| Нінде I            | 2       | PWR     | CPR-1000       | Функціонує  | 1018                  | 12 листопада 2008   | 4 травня 2014           |          |
| Нінде I            | 3       | PWR     | CPR-1000       | Функціонує  | 1018                  | 8 січня 2010        | 10 червня 2015          |          |
| Нінде I            | 4       | PWR     | CPR-1000       | Функціонує  | 1018                  | 29 вересня 2010     | 29 березня 2016         |          |
| Нінде I            | 5       | PWR     | Хуалун 1       | Будується   | 1080                  | 28 липня 2024       |                         |          |
| Нінде I            | 6       | PWR     | Хуалун 1       | Заплановано | 1080                  |                     |                         |          |
| Пензе              | 1       | PWR     | CAP-1000       | Заплановано | 1100                  |                     |                         |          |
| Пензе              | 2       | PWR     | CAP-1000       | Заплановано | 1100                  |                     |                         |          |
| Пензе              | 3       | PWR     | CAP-1000       | Заплановано | 1100                  |                     |                         |          |
| Пензе              | 4       | PWR     | CAP-1000       | Заплановано | 1100                  |                     |                         |          |
| Ціньшань           | I-1     | PWR     | CNP-300        | Функціонує  | 308                   | 20 березня 1985     | 1 квітня 1994           |          |
| Ціньшань           | II-1    | PWR     | CNP-600        | Функціонує  | 610                   | 2 червня 1996       | 15 квітня 2002          |          |
| Ціньшань           | II-2    | PWR     | CNP-600        | Функціонує  | 610                   | 1 квітня 1997       | 3 травня 2004           |          |
| Ціньшань           | II-3    | PWR     | CNP-600        | Функціонує  | 619                   | 28 квітня 2006      | 5 жовтня 2010           |          |
| Ціньшань           | II-4    | PWR     | CNP-600        | Функціонує  | 619                   | 28 січня 2007       | 30 грудня 2011          |          |
| Ціньшань           | III-1   | PHWR    | CANDU-6        | Функціонує  | 677                   | 8 червня 1998       | 31 грудня 2002          |          |
| Ціньшань           | III-2   | PHWR    | CANDU-6        | Функціонує  | 677                   | 25 вересня 1998     | 24 липня 2003           |          |
| Санао              | 1       | PWR     | Хуалун 1       | Будується   | 1117                  | 31 грудня 2020      |                         |          |
| Санао              | 2       | PWR     | Хуалун 1       | Будується   | 1000                  | 30 грудня 2021      |                         |          |
| Санао              | 3       | PWR     | Хуалун 1       | Заплановано | 1000                  |                     |                         |          |
| Санао              | 4       | PWR     | Хуалун 1       | Заплановано | 1000                  |                     |                         |          |
| Санао              | 5       | PWR     | Хуалун 1       | Заплановано | 1000                  |                     |                         |          |
| Санао              | 6       | PWR     | Хуалун 1       | Заплановано | 1000                  |                     |                         |          |
| Саньмень           | 1       | PWR     | AP-1000        | Функціонує  | 1157                  | 19 квітня 2009      | 21 вересня 2018         |          |
| Саньмень           | 2       | PWR     | AP-1000        | Функціонує  | 1157                  | 15 грудня 2009      | 5 листопада 2018        |          |
| Саньмень           | 3       | PWR     | CAP-1000       | Будується   | 1163                  | 28 червня 2022      |                         |          |
| Саньмень           | 4       | PWR     | CAP-1000       | Будується   | 1100                  | 22 березня 2023     |                         |          |
| Саньмень           | 5       | PWR     | CAP-1000       | Заплановано | 1100                  |                     |                         |          |
| Саньмень           | 6       | PWR     | CAP-1000       | Заплановано | 1100                  |                     |                         |          |
| Шидаовань          | I-1     | HTGR    | HTR-PM         | Функціонує  | 200                   | 9 грудня 2012       | 20 грудня 2021          |          |
| Шидаовань          | II-1    | PWR     | CAP-1400       | Будується   | 1400                  | 19 червня 2019      |                         |          |
| Шидаовань          | II-2    | PWR     | CAP-1400       | Будується   | 1400                  | 21 квітня 2020      |                         |          |
| Шидаовань          | II-3    | PWR     | Хуалун 1       | Будується   | 1134                  | 28 липня 2024       |                         |          |
| Шидаовань          | II-4    | PWR     | Хуалун 1       | Заплановано | 1134                  |                     |                         |          |
| Шидаовань          | II-5    | PWR     | Хуалун 1       | Заплановано | 1134                  |                     |                         |          |
| Шидаовань          | II-6    | PWR     | Хуалун 1       | Заплановано | 1134                  |                     |                         |          |
| Тайпінлін (Хучжоу) | 1       | PWR     | Хуалун 1       | Будується   | 1116                  | 26 грудня 2019      |                         |          |
| Тайпінлін (Хучжоу) | 2       | PWR     | Хуалун 1       | Будується   | 1116                  | 15 жовтня 2020      |                         |          |
| Тайпінлін (Хучжоу) | 3       | PWR     | Хуалун 1       | Заплановано | 1000                  |                     |                         |          |
| Тайпінлін (Хучжоу) | 4       | PWR     | Хуалун 1       | Заплановано | 1000                  |                     |                         |          |
| Тайпінлін (Хучжоу) | 5       | PWR     | Хуалун 1       | Заплановано | 1000                  |                     |                         |          |
| Тайпінлін (Хучжоу) | 6       | PWR     | Хуалун 1       | Заплановано | 1000                  |                     |                         |          |
| Тайшань            | 1       | PWR     | EPR            | Функціонує  | 1660                  | 18 листопада 2009   | 14 грудня 2018          |          |
| Тайшань            | 2       | PWR     | EPR            | Функціонує  | 1660                  | 15 квітня 2010      | 7 вересня 2019          |          |
| Тайшань            | 3       | PWR     | EPR            | Заплановано | 1660                  |                     |                         |          |
| Тайшань            | 4       | PWR     | EPR            | Заплановано | 1660                  |                     |                         |          |
| Таохуаянь          | 1       | PWR     | CAP-1000       | Заплановано | 1100                  |                     |                         |          |
| Таохуаянь          | 2       | PWR     | CAP-1000       | Заплановано | 1100                  |                     |                         |          |
| Таохуаянь          | 3       | PWR     | CAP-1000       | Заплановано | 1100                  |                     |                         |          |
| Таохуаянь          | 4       | PWR     | CAP-1000       | Заплановано | 1100                  |                     |                         |          |
| Тяньван            | 1       | PWR     | ВВЕР-1000/428  | Функціонує  | 990                   | 20 жовтня 1999      | 17 травня 2007          |          |
| Тяньван            | 2       | PWR     | ВВЕР-1000/428  | Функціонує  | 990                   | 20 вересня 2000     | 16 серпня 2007          |          |
| Тяньван            | 3       | PWR     | ВВЕР-1000/428M | Функціонує  | 1045                  | 27 грудня 2012      | 14 лютого 2018          |          |
| Тяньван            | 4       | PWR     | ВВЕР-1000/428M | Функціонує  | 1045                  | 27 вересня 2013     | 22 грудня 2018          |          |
| Тяньван            | 5       | PWR     | ACPR-1000      | Функціонує  | 1000                  | 27 грудня 2015      | 8 вересня 2020          |          |
| Тяньван            | 6       | PWR     | ACPR-1000      | Функціонує  | 1000                  | 7 вересня 2016      | 3 червня 2021           |          |
| Тяньван            | 7       | PWR     | ВВЕР-1200/491  | Будується   | 1150                  | 19 травня 2021      | (2027-2028)             |          |
| Тяньван            | 8       | PWR     | ВВЕР-1200/491  | Будується   | 1150                  | 25 лютого 2022      | (2027-2028)             |          |
| Сяньнін            | 1       | PWR     | CAP-1000       | Заплановано | 1100                  |                     |                         |          |
| Сяньнін            | 2       | PWR     | CAP-1000       | Заплановано | 1100                  |                     |                         |          |
| Сяньнін            | 3       | PWR     | CAP-1000       | Заплановано | 1100                  |                     |                         |          |
| Сяньнін            | 4       | PWR     | CAP-1000       | Заплановано | 1100                  |                     |                         |          |
| Сяньнін            | 5       | PWR     | CAP-1000       | Заплановано | 1100                  |                     |                         |          |
| Сяньнін            | 6       | PWR     | CAP-1000       | Заплановано | 1100                  |                     |                         |          |
| Сяпу               | I-1     | SFR     | CFR-600        | Будується   | 642                   | 29 грудня 2017      | ( 2023)                 |          |
| Сяпу               | I-2     | SFR     | CFR-600        | Будується   | 642                   | 27 грудня 2020      |                         |          |
| Сяпу               | II-1    | PWR     | CAP-1000       | Заплановано | 1100                  |                     |                         |          |
| Сяпу               | II-2    | PWR     | CAP-1000       | Заплановано | 1100                  |                     |                         |          |
| Сяпу               | II-3    | PWR     | CAP-1000       | Заплановано | 1100                  |                     |                         |          |
| Сяпу               | II-4    | PWR     | CAP-1000       | Заплановано | 1100                  |                     |                         |          |
| Сяпу               | II-5    | PWR     | CAP-1000       | Заплановано | 1100                  |                     |                         |          |
| Сяпу               | II-6    | PWR     | CAP-1000       | Заплановано | 1100                  |                     |                         |          |
| Сюдабао            | 1       | PWR     | CAP-1000       | Будується   | 1100                  | 15 листопада 2023   |                         |          |
| Сюдабао            | 2       | PWR     | CAP-1000       | Будується   | 1100                  | 17 липня 2024       |                         |          |
| Сюдабао            | 3       | PWR     | ВВЕР-1200/491  | Будується   | 1150                  | 28 липня 2021       | (2027)                  |          |
| Сюдабао            | 4       | PWR     | ВВЕР-1200/491  | Будується   | 1150                  | 19 травня 2022      | (2028)                  |          |
| Сюдабао            | 5       | PWR     | CAP-1000       | Заплановано | 1100                  |                     |                         |          |
| Сюдабао            | 6       | PWR     | CAP-1000       | Заплановано | 1100                  |                     |                         |          |
| Янцзян             | 1       | PWR     | CPR-1000       | Функціонує  | 1000                  | 16 грудня 2008      | 25 березня 2014         |          |
| Янцзян             | 2       | PWR     | CPR-1000       | Функціонує  | 1000                  | 4 червня 2009       | 8 червня 2015           |          |
| Янцзян             | 3       | PWR     | CPR-1000+      | Функціонує  | 1000                  | 15 листопада 2010   | 1 січня 2016            |          |
| Янцзян             | 4       | PWR     | CPR-1000+      | Функціонує  | 1000                  | 17 листопада 2012   | 15 березня 2017         |          |
| Янцзян             | 5       | PWR     | ACPR-1000      | Функціонує  | 1000                  | 18 вересня 2013     | 12 липня 2018           |          |
| Янцзян             | 6       | PWR     | ACPR-1000      | Функціонує  | 1000                  | 23 грудня 2013      | 24 липня 2019           |          |
| Чжанчжоу           | 1       | PWR     | Хуалун 1       | Функціонує  | 1126                  | 16 жовтня 2019      | 1 січня 2025            |          |
| Чжанчжоу           | 2       | PWR     | Хуалун 1       | Будується   | 1126                  | 4 вересня 2020      |                         |          |
| Чжанчжоу           | 3       | PWR     | Хуалун 1       | Будується   | 1080                  | 22 лютого 2024      |                         |          |
| Чжанчжоу           | 4       | PWR     | Хуалун 1       | Будується   | 1080                  |                     |                         |          |
| Чжанчжоу           | 5       | PWR     | Хуалун 1       | Заплановано | 1080                  |                     |                         |          |
| Чжанчжоу           | 6       | PWR     | Хуалун 1       | Заплановано | 1080                  |                     |                         |          |
| Цзіньцімень        | 1       | PWR     | Хуалун 1       | Будується   | 1126                  | 19 лютого 2024      |                         |          |
| Цзіньцімень        | 2       | PWR     | Хуалун 1       | Будується   | 1126                  | 19 лютого 2024      |                         |          |
| Цзіньцімень        | 3       | PWR     | Хуалун 1       | Заплановано | 1080                  |                     |                         |          |
| Цзіньцімень        | 4       | PWR     | Хуалун 1       | Заплановано | 1080                  |                     |                         |          |
| Цзіньцімень        | 5       | PWR     | Хуалун 1       | Заплановано | 1080                  |                     |                         |          |
| Цзіньцімень        | 6       | PWR     | Хуалун 1       | Заплановано | 1080                  |                     |                         |          |